# Juan Luis Cifuentes Lemus
Juan Luis Cifuentes Lemus (Ciudad de México, 22 de diciembre de 1929 - Zacatecas, 2025) fue un biólogo mexicano con más de 30 años de experiencia en el medio de la biología marina. A lo largo de sus más de 60 años de carrera se le distinguió como Doctor honoris causa una decena de veces, gracias a sus aportaciones a la comunidad científica.

## Biografía

### Formación universitaria
Obtuvo el título de biólogo por la Facultad de Ciencias de la Universidad Nacional Autónoma de México en 1954, el de maestro en ciencias en la misma facultad en 1972. En su paso por la UNAM fue alumno consejero del H. Consejo General Universitario y del H. Consejo Técnico de la Facultad de Ciencias en 1953-1954; fue Secretario de la Facultad de Ciencias de 1965 a 1966, de 1971 a 1973 y director del misma facultad de 1973 a 1977.

### Trayectoria profesional
Fuera de su alma mater, fue presidente del Colegio de Biólogos de México, en 1965-1968; subdirector de asuntos Biológicos Pesqueros de la entonces Secretaría de Industria y Comercio en 1966-1979; vicepresidente de la Conferencia Científica Mundial sobre la Biología y Cultivo de Camarones y Gambas de la Organización de las Naciones Unidas para la Alimentación y la Agricultura (FAO) en 1967; comisionado por el Gobierno Mexicano en la Comisión Interamericana de Atún Tropical en 1967-1970; coordinador internacional de Pesquería propuesto por la delegación Cubana en CICAR en 1969-1970; director del Centro Latinoamericano de Capacitación de Métodos de Investigación de la Biología del Camarón y Evaluación de los Recursos Camaroneros de la FAO en 1970; miembro del Comité Asesor para las Investigaciones de Recursos Marinos del Director de la FAO en 1968-1971; miembro del Committee on Freshwater Sciences de la FAO en 1969-1970; vicepresidente de la Sociedad Mexicana de Historia Natural en 1974-1980; vicepresidente del Instituto de Estudios Oceánicos en 1976-1983; Tutor de la expedición Karibay 78, del Club de Buzos Tritón de la Sociedad Polaca de Turismo en Coordinación con la Universidad de Lodz para reunir material científico, didáctico y para museo de los arrecifes del mar Caribe y del Golfo de México, de septiembre a noviembre de 1978; presidente honorífico Ad Vitam de la Academia de Ciencias Biológicas de la Universidad Autónoma de Nayarit desde 1980; Miembro Honorario de la Asociación Mexicana de Investigación de la Contaminación Ambiental desde 1980; presidente de la  Sociedad Mexicana de Malacología y Conquibiología, A.C. en 1984-1986; Director del Programa de Investigación y Fomento Pesquero del Programa MEXICO/PNUD/FAO en 1969-1970; director general del Programa de Investigación y Desarrollo Pesquero del Programa MEXICO/PNUD/FAO en 1978-1980; coordinador de Enseñanza Superior de la Universidad Autónoma de Nayarit en 1984-1986; director de la Facultad de Ciencias Biológicas de la Universidad de Guadalajara en 1991-1992; miembro honorario de la Sociedad Mexicana de Zoología desde 1991; director general del Instituto Nacional de la Pesca en 1993-1994; miembro honorario de Biólogos Colegiados A.C. desde 1994.

### Docencia
Impartió cátedra en las siguientes instituciones: Facultad de Ciencias Biológicas, Colegio de Ciencias y Humanidades, la Escuela Normal Superior, Universidad Autónoma Metropolitana Iztapalapa, Instituto de Ciencias y Artes de Chiapas, en la Facultad de Ciencias Biológicas de la UdeG, entre otras.

## Destacadas aportaciones
En su faceta de investigador, la producción científica del doctor Cifuentes abarca 45 artículos en revistas especializadas, 18 libros, todo en temas de recursos marinos, pesquerías, protozoos, invertebrados, docencia de la biología e historia de la ciencia. Muchos de sus libros han sido traducidos a otros idiomas. Finalmente, a lo largo de su vida instruyó a destacados investigadores del sector, destacando a mujeres como Margarita Lizárraga y María Concepción Rodríguez de la Cruz.

## Reconocimientos
Recibió ocho distinciones como académico, entre la que destaca la medalla al mérito Benito Juárez, participó en más de 13 comisiones dictaminadoras, perteneció a más de una veintena de organizaciones científicas, dictó más de 400 conferencias y en más de 160 congresos relacionados al tema de la biología. Su último cargo fue presidente vitalicio de Mexicoa, A.C.
El Dr. Cifuentes Lemus se consolidó como un gran referente de la biología mexicana. La Universidad Autónoma de Nuevo León en 1991, la Universidad Autónoma de Guadalajara en 2003, la Universidad Autónoma de Baja California Sur en 2019 y una decena más de universidades le han otorgaron el título de doctor honoris causa.